# Santiago Challenger 1987
Il Santiago Challenger 1987 è stato un torneo di tennis facente parte della categoria ATP Challenger Series nell'ambito dell'ATP Challenger Series 1987. Il torneo si è giocato a Santiago in Cile dal 2 all'8 novembre 1987 su campi in terra rossa.

## Vincitori

### Singolare
Javier Frana ha battuto in finale  Alberto Mancini con il punteggio di 2–6, 6–3, 6–4

### Doppio
Javier Frana /  Hans Gildemeister hanno battuto in finale  Marcos Hocevar /  Alexandre Hocevar con il punteggio di 6–4, 6–3